# Servando & Florentino (álbum)
Servando & Florentino es el cuarto álbum del dúo venezolano homónimo. El álbum está compuesto por muchas fusiones, al igual que el anterior, pero aún más rock con canciones como "No creo, no siento, no veo" y una canción de pop rock que fue el segundo sencillo del álbum: "Sí yo fuera tú". El primer sencillo, "Una canción que te enamore", también pop rock pero con un final de cumbia con acordeón.
El álbum también posee canciones de salsa como "Me quema", "Cuándo tú te vas", entre otras; una canción  fusión de rock con interpretaciones de instrumentos tradicionales latinoamericanos; y la canción de rap fusionado con salsa "Historia del venezolano" con interpretación del grupo de rap venezolano 4.º. Poder. En este álbum Florentino debuta como compositor en la canción número 10 "Me duele quererte".

## Lista de canciones
- Edición estándar

| Servando & Florentino |                                              |                                                                           |          |  |
| N.º                   | Título                                       | Escritor(es)                                                              | Duración |  |
| 1.                    | «Una canción que te enamore»                 | Servando Primera, Yasmil Marrufo                                          | 3:32     |  |
| 2.                    | «Como quisiera»                              | Servando Primera, Marrufo                                                 | 3:26     |  |
| 3.                    | «Si yo fuera tú»                             | Marrufo, Frank Santofimio, Daniel René                                    | 4:08     |  |
| 4.                    | «Todavía hay esperanza»                      | Servando Primera                                                          | 4:28     |  |
| 5.                    | «Cuando tú te vas»                           | Servando Primera                                                          | 4:10     |  |
| 6.                    | «Te buscaré»                                 | Servando Primera                                                          | 4:11     |  |
| 7.                    | «Me quema»                                   | Servando Primera, Marrufo                                                 | 4:15     |  |
| 8.                    | «Historia del venezolano» (con Cuarto Poder) | Servando Primera, Florentino Primera, Apache, Lennin, Psycho, Rojo, Cotur | 4:23     |  |
| 9.                    | «No creo, no siento, no veo»                 | Servando Primera                                                          | 4:19     |  |
| 10.                   | «Me duele quererte»                          | Florentino Primera                                                        | 9:01     |  |
| 11.                   | «Te amo» (Pista oculta)                      |                                                                           |          |  |

- Edición Especial 2007

Disco 1: Lista de canciones de la versión estándar.

Disco 2:
| N.º | Título                                                | Duración |  |
| 1.  | «Una canción que te enamore» (Versión salsa)          |          |  |
| 2.  | «Una canción que te enamore» (Video)                  |          |  |
| 3.  | «Si yo fuera tú» (Video)                              |          |  |
| 4.  | «Making-of del vídeo de «Una canción que te enamore»» |          |  |
| 5.  | «Galería de fotos»                                    |          |  |

## Posición en las listas de éxitos
| Listas (2005)          | Mejor posición |
| ---------------------- | -------------- |
| Billboard Latin Albums | 16             |